# Emotet
Емотет (англ. Emotet) — це штам шкідливого програмного забезпечення та операція з кіберзлочинності, вважається, походженням з України. ШПЗ, також відоме як Heodo, було вперше виявлено у 2014, та вважалося однією з найпоширеніших загроз [?] У січні 2021, сервери були знешкодженні внаслідок проведення глобальної операції владами країн ЄС, Великої Британії, США, Канади та України, під координуванням Європолу та Євроюсту, в рамках EMPACT.

## Історія
Перші версії ШПЗ Emotet функціонували як банківський троян, спрямований на викрадення банківських даних від заражених хостів. Протягом 2016 та 2017, оператори Emotet, іноді відомі як Mealybug, оновлювали троянські програми та переналаштовували їх для роботи, в основному, як «завантажувач» (тип ШПЗ, що отримує доступ до системи, а потім дозволяє своїм операторам завантажувати потрібне корисне навантаження). КН другого етапу, може бути будь-який тип виконуваного коду, починаючи від власних модулів Emotet і закінчуючи ШПЗ від інших груп кіберзлочину.
Початкове зараження цільових систем часто відбувається через макровірус у вкладеннях електронної пошти. Заражена електронна пошта виглядає безпечною відповіддю на попереднє повідомлення, надіслане жертвою.
Широко задокументовано, що автори Emotet використовували ШПЗ для створення бот-мережі заражених комп'ютерів, до яких вони продають доступ за моделлю «Інфраструктура як послуга» (англ. Infrastructure as a Service), в спільноті кібербезпеки називається «Шкідливе програмне забезпечення як послуга» (англ. Malware-as-a-Service), «Кіберзлочинність як послуга» (англ. Cybercrime-as-a-Service), або «Злочинне програмне забезпечення» (англ. Crimeware). Emotet також відомий тим, що надає доступ до заражених комп'ютерів для операцій з вимогами, таких як «угрупування Рюк» (англ. Ryuk gang), що фінансується Північною Кореєю.
Станом на вересень 2019, операція Emotet працювала поверх трьох окремих ботнетів під назвами Epoch 1, Epoch 2 та Epoch 3.
У липні 2020, кампанії Emotet були виявлені в усьому світі, які заражали своїх жертв за допомогою Trickbot та Qbot, що використовуються для викрадення банківських даних та розповсюдження всередині мереж.. Деякі кампанії зі зловмисним спамом, містили шкідливі документи з такими іменами, як «form.doc» або «invoice.doc». На думку дослідників безпеки, шкідливий документ запускає сценарій PowerShell для отримання КН Emotet зі шкідливих вебсайтів та заражених машин.
У листопаді 2020, Emotet використовував припарковані домени для розподілу КН.
У січні 2021, міжнародні дії, координовані Європолом та Євроюстом, дозволили слідчим взяти під контроль та порушити інфраструктуру Emotet. Зазначені дії супроводжувалася також арештами в Україні.